# 乳酸ブチル
乳酸ブチル（英: n-butyl lactate）は、化学式C7H14O3で表される有機化合物。光学活性体が知られており、市販品はdl-体である。天然からは発見されていない。果実臭を持ち、嗅覚閾値は7ppm。

## 用途
バターやパイナップルなどのフレーバー、化粧品原料として使用されるほか、医薬品や農薬などの中間体となる。

## 安全性
日本の消防法では危険物第4類・第3石油類に分類される。半数致死量（LD50）は、ラットへの経口投与で2,000mg/kg以上、ウサギへの経皮投与で2,000mg/kg以上。水生環境への影響は比較的低い。